# Paris-Saclay
Paris-Saclay là một công viên khoa học và công nghệ gần Saclay trên Île-de-France. Nó bao gồm các tổ chức nghiên cứu, hai trường đại học lớn của Pháp với các tổ chức giáo dục đại học (grandes écoles) và cả các trung tâm nghiên cứu của các công ty tư nhân. Năm 2013, Tạp chí Công nghệ đã xếp hạng Paris-Saclay trong số 8 cụm nghiên cứu hàng đầu trên thế giới. Trong năm 2014, nó chiếm gần 15% công suất nghiên cứu khoa học của Pháp.
Các khu định cư sớm nhất có từ những năm 1950, và khu vực này đã mở rộng nhiều lần trong những năm 1970 và 2000. Một số dự án phát triển khuôn viên trường hiện đang được tiến hành, bao gồm cả việc di dời một số cơ sở.
Khu vực này hiện là trụ sở của nhiều công ty công nghệ cao lớn nhất châu Âu, cũng như hai trường đại học tốt nhất của Pháp, Đại học Paris-Saclay (CentraleSupélec, ENS Paris-Saclay, v.v.) và Institut polytechnique de Paris (Trường Bách khoa Paris, Télécom ParisTech, HEC Paris, v.v.). Trong Bảng xếp hạng ARWU năm 2020, Đại học Paris-Saclay được xếp hạng thứ 14 trên thế giới về toán học và thứ 9 trên thế giới về vật lý (hạng nhất ở Châu Âu).
Mục tiêu là củng cố cụm để tạo ra một trung tâm khoa học và công nghệ quốc tế có thể cạnh tranh với các khu công nghệ cao khác như Thung lũng Silicon hoặc Cambridge, MA.